# Flesh and Blood
Flesh and Blood (stiliserat Flesh + Blood) är det sjunde studioalbumet av det brittiska rockbandet Roxy Music, släppt 23 maj 1980. Albumet hade stor kommersiell framgång och var listetta i Storbritannien under lång tid. Flesh + Blood låg kvar på Englandslistan i totalt 60 veckor.
Låtarna Over You, Oh Yeah och Same Old Scene från albumet släpptes som singlar, samtliga med stor framgång. Även en coverversion av Wilson Picketts In the Midnight Hour släpptes som singel i USA.
Flesh + Blood var det första Roxy Music-album som trummisen Paul Thompson inte medverkade på, då denne hade lämnat bandet tidigare samma år. Bryan Ferry, Andy Mackay och Phil Manzanera var Roxy Musics enda kvarvarande ursprungliga medlemmar vid tiden för albumets release.

## Låtlista
Samtliga låtar skrivna av Bryan Ferry om annat inte anges.
| 1. | In the Midninght Hour (Steve Cropper, Wilson Pickett) | 3:13 |
| 2. | Oh Yeah                                               | 4:51 |
| 3. | Same Old Scene                                        | 3:57 |
| 4. | Flesh and Blood                                       | 3:13 |
| 5. | My Only Love                                          | 5:19 |

| 1.           | Over You (Ferry, Phil Manzanera)                           | 3:27  |
| 2.           | Eight Miles High (Gene Clark, David Crosby, Roger McGuinn) | 4:53  |
| 3.           | Rain Rain Rain                                             | 3:21  |
| 4.           | No Strange Delight (Ferry, Manzanera)                      | 4:45  |
| 5.           | Running Wild (Ferry, Manzanera)                            | 5:01  |
| Total längd: | Total längd:                                               | 41:56 |

## Medverkande
Spårnumrering hänvisar till CD- och digitala releaser av albumet.
Roxy Music
- Bryan Ferry – sång, keyboard, piano, synthesizer (spår 4), gitarr (spår 4), stråkar (spår 5)
- Phil Manzanera – gitarr, elbas (spår 6)
- Andy Mackay – saxofon, oboe

Övriga medverkande
- Paul Carrack – stråkar (spår 2), orgel, piano (spår 10)
- Neil Hubbard – gitarr (spår 1, 2, 5 och 7–10)
- Neil Jason – elbas (spår 2, 7 och 9)
- Andy Newmark – trummor (spår 4 och 5)
- Simon Phillips – slagverk (spår 5)
- Allan Schwartzberg – trummor (spår 1–3 och 6–10), slagverk (spår 4 och 5)
- Alan Spenner – elbas (spår 3–5, 8 och 10)
- Gary Tibbs – elbas (spår 1)